# Simpsons Tall Tales
Simpsons Tall Tales är avsnitt 21 från säsong 12 av Simpsons och sändes på Fox den 20 maj 2001. I avsnittet har familjen Simpson vunnit en resa till Delaware, men då de vägrar betala fem dollar i avgift på flygplatsen hoppar de in i en godsvagn och reser dit med tåg. I vagnen träffar de på en luffare som börjar berätta tre skrönor där figurerna från Simpsons spelar rollfigurerna. I den första historien följer man Paul Bunyans liv, i den andra Connie Appleseed (en version av Johnny Appleseed) och i den tredje Tom Sawyer och Huckleberry Finn. "Simpsons Tall Tales" regisserades av Bob Anderson och skrevs av John Frink, Don Payne, Bob Bendetson och Matt Selman.

## Handling
Familjen Simpsons har vunnit en flygresa till Delaware men då de kommer till flygplatsen inser de att de måste betala en avgift på fem dollar för att få flyga. De vägrar att betala någonting för resan och tar tåget istället till Delaware. I godsvagnen träffar de på en luffare som börjar berätta tre skrönor för dem. 

### Paul Bunyan
Den första historia är om Paul Bunyan, som i historien spelas av Homer. Paul är en jätte och invånarna i byn där han bor är hela tiden sysselsatt med att göra mat till honom. En dag tröttnar de på honom och kastar ut honom ut staden. Paul känner sig ensam och hugger fram grisen, Babe, som efter ett blixtnedslag blir levande. De två börjar tillsammans utforska Amerika och luffaren berättar att spåren efter dem syns än idag. En dag får Bunyan syn på en vacker tjej, som spelas av Marge. De två blir kära och de funderar på att skaffa barn. Invånarna i Pauls gamla hemstad söker då upp honom, en meteor hotar staden och de behöver hans hjälp med att rädda byn. Han accepterar det trots att de var elaka och kastar iväg meteoriten till Chicago vilket var orsaken till den stora Chicagobranden. Efteråt avslutar luffarens sin historia och ber någon av familjemedlemmarna att skrubba honom och det slutar med att Homer gör det.

### Connie Appleseed
Luffaren berättar sedan en till historia, om Connie Appleseed som spelas av Lisa. Familjen Appleseed var en nybyggarfamilj som reste runt USA tillsammans med andra familjer. Varje dag åt familjen en buffel som de dödade. Efter en tid började Connie tröttna på bufflarna och berättar för dem att djuret kommer utrotas om de inte börjar äta annat. Hon erbjuder dem äpplen men de vägrar äta det. Hon ger dem ett ultimatum: sluta äta bufflar eller lämna mig. Familjen väljer att lämna Connie som byter sitt efternamn till Appleseed. Connie börjar sitt nya liv och planterar äppleträd över hela USA, medan resten av hennes familj fortsätter att åka runt i landet och döda bufflar under namnet Bufflekill. En dag då familjen "Bufflekill" vaknar upp upptäcker de att det inte finns några bufflar kvar och de har ingen mat längre. Karavanen som de är med börjar snart blir hungriga och tänker övergå till kannibalism, men i sista stund räddas de av Connie som kommer med äpplen som de börjar mumsa på. Luffaren avslutar med att berätta att det är tack vare henne som de har äpplen i allt gott numera.

### Tom and Huck
Luffaren börjar berätta en tredje historia, denna gång om Tom Sawyer och Huckleberry Finn som spelas av Bart och Nelson. Då Beckys pappa ser att hon håller i Huckleberrys hand tvingar han dem båda att gifta sig. Huckleberry vägrar och flyr på en flotte genom Mississippifloden tillsammans med Tom. Beckys pappa är ursinnig och tillsammans med hela stadens befolkning börjar de leta efter de båda och fångar till slut dem i Mississippifloden efter att de hoppat från en hjulångare. Efter att de blivit tillfångatagna dör de två och begravs. Tåget anländer sedan till Delaware, men de får inte stiga av eftersom luffaren vill ha två skrubbningar till, eftersom han läste tre historier. Homer börjar skrubba luffaren och berättar för familjen att de ses om en timme.

## Produktion
Efter att man sände "Simpsons Bible Stories" bestämde man sig för att göra ett till avsnitt där familjemedlemmarna spelar andra rollfigurer. "Simpsons Tall Tales" skrevs av Matt Selman, John Frink, Don Payne och Bob Bendetson. Avsnittet handlar om tre berömda historier och gjordes efter en idé av Frink och Payne. De skrev också den första historien. Delen där luffaren medverkar som gjordes av Selman, Den andra historien skrevs av Bendetson  och den tredje av Selman. När de gjorde utkastet fick de bara en dag på sig att presentera idén och runt tre, fyra dagar för att göra ett första manus. När Selman skrev den tredje historien lyssnade han samtidigt på ljudböcker om Huckleberry Finn och Tom Sawyer. Selman gjorde anteckningar över ovanliga ord som användes där och försökte lägga till så många som möjligt från dessa i avsnittet.
"Simpsons Tall Tales" regisserades av Bob Anderson som anser att det är ett av de bästa avsnitten som han gjort, eftersom historierna utspelar sig i en annan tid och på en annan plats än det brukar. I scenen där Moe sövde Paul med ett jättepiller var det tänkt att pillret skulle heta "Roofie", men det togs bort. I den delen skulle också Paul använda Marges hår till att städa. När han använder hennes hår i avsnittet för att göra rent örat skulle det från början vara fullt med vax men det togs bort. I historien om bufflarna fick man göra om många scener så att man inte såg att bufflarna dog. Luffarens röst görs av Hank Azaria. De försökte få Jim Carrey att spela in rösten för honom, men han hade inte tid. I avsnittet sjunger luffaren sånger som alla utom en i början skrevs av Frink. Den i början skrevs av Mike Reiss. Dialogen i slutet med Homer och luffaren var en improvisation och man spelade in den utan manus. Flera scener togs bort eftersom avsnittet skulle bli för långt, som en scen då Babe sparkade Paul i skrevet. En annan är en scen där Lenny och Carl äter en buffel och Carl pratar med dialekt som brukar användas av urinvånarna.

## Kulturella referenser
"Simpsons Tall Tales" beskrevs i Deseret News som en felaktig berättelse av gamla historier. Scenen i början där familjen vunnit en resa till Delaware är en fortsättning av "Behind the Laughter", där man berättar att i nästa säsong kommer familjen vinna en resa dit. Första historien är baserad på historien om Paul Bunyan. Andra historien är baserad på Johnny Appleseed och den tredje är baserad på  Tom Sawyers äventyr. I titeln berättas det att avsnittet kommer handla om skrönor, Tall Tales är engelska för skröna men bara två av historierna är skrönor, den tredje är en bok vilket även Lisa påpekar för luffaren. I avsnittet slåss Paul Bunyan och Babe mot Rodan. I den sista historien sjunger Dr Hibbert delar av sången "Ol' Man River".

## Mottagande
Avsnittet sändes på Fox den 20 maj 2001 och fick en Nielsen ratings på 7.6 rating vilket ger 7,8 miljoner hushåll och hamnade på plats 33 över de mest sedda programmen under veckan. Colin Jacobson från DVD Movie Guide gillade inte avsnittet och jämför det med "Simpsons Bible Stories" och anser att de båda känns som de saknar en känsla och har låg nivå på komedin. Han anser att några få delar är bra men det mesta är dåligt. I DVD Talk anser Casey Burchby att avsnittet är det sämsta i säsongen och, som de flesta trilogiavsnitten, fungerar det inte och han anser att skämten var dåliga och kom för sällan. Han anser att trilogiavsnitten är bara en orsak för författarna att slippa hitta på egna historier, och han skriver att han inser att det inte är lätt efter elva år, men anser att de ska försöka ändå. Mac MacEntire på DVD Verdict anser att avsnittet är en av säsongens bästa eftersom den har flera roliga skämt.